# Eupithecia albiplaga
Eupithecia albiplaga är en fjärilsart som beskrevs av Robert Spitz 1917. Eupithecia albiplaga ingår i släktet Eupithecia och familjen mätare. Inga underarter finns listade i Catalogue of Life.